# 신경호
신경호(申慶浩, 1952년 9월 15일~)는 대한민국의 정치인, 교사이다. 제19대 강원특별자치도교육감(2022~)이다.

## 학력
- 남산국민학교(졸업)
- 창촌중학교(졸업)
- 춘천고등학교(졸업)
- 강원대학교(수학교육학 / 학사)
- 강원대학교(수학교육학 / 석사)

## 경력
- 강원대학교 ROTC12기 중위예편
- 1976~1978 삼척 도계여자중학교
- 1978~1983 홍천농업고등학교
- 1983~1986 홍천고등학교
- 1986~1991 태백 상장중학교
- 1991~1998 춘천 소양중학교
- 1998~1999 춘천중학교
- 1998~2003 화천 사내고등학교
- 2003~2003 원주 북원여자중학교
- 2003~2007 정선 나전중학교(교감)
- 2007~2010 횡성 안흥중·고등학교(교장)
- 2010~2011 강원도교육청 중등교육과장
- 2011~2013 춘천교육지원청 교육장
- 2013~2015 신포중학교(교장)
- 강원도탁구협회 고문
- 강원도족구협회 고문
- 강원도소프트테니스협회 고문
- 강원미래교육연구원 원장
- 강원대학교 총동문회 상임부회장
- 2022.05: 제8회 전국동시지방선거 강원도 교육감 후보
- 2022.07~2023.06: 제8대 강원도 교육청 교육감
- 2023.06~: 제8대 강원특별자치도 교육청 교육감
- 2024.07~: 제10대 전국시도교육감협의회 부회장

## 생애
1952년 9월 15일, 강원도 홍천군에서 태어났다. 이후 강원대학교를 졸업했다.
2018년 제7회 전국동시지방선거에 강원교육감 후보로 출마했으나 현직 교육감인 민병희 후보에게 밀리며 낙선했다.
이후 2022년 제8회 전국동시지방선거에서 강원교육감에 당선되었다.
2022년 7월 1일 강원교육감에 취임해 교육감 업무를 시작했다.

## 역대 선거 결과
|  | 45.87% |

|  | 29.51% |